# 夫蘭達斯與史旺
英國歌唱喜劇 2人組合 夫蘭達斯與史旺 (Flanders and Swann) 包括有演員兼歌手米高·夫蘭達斯 (1922-1975) 和當奴·史旺(1923–1994) 這位作曲、語言學者和鋼琴家。
1956 至1967年期間, 這隊組合以歌唱形式,不停地上演他們專長的2套諷刺時事滑稽劇, 《帽子掉下的一刻》(At The Drop Of A Hat) 和 《另一頂帽子掉下的一刻》(At The Drop Of Another Hat)。

## 二人合作
夫蘭達斯和史旺倆人年少時是西敏學校 (Westminster School) 的同學, 二次大戰時大家各奔前程。1948年他們再次遇上, 並開始一起作曲和寫歌劇。夫蘭達斯負責寫詞, 史旺則負責作曲。他們的歌曲曾經由歌手伊恩.華萊士 (Ian Wallace) 和 喬伊斯.顧蓮費爾 (Joyce Grenfell) 主唱。
1956年12月31日, 夫蘭達斯和史旺租了倫敦諾定山 (Notting Hill) 的 新霖賽劇院 (New Lindsey Theatre), 來上演 At The Drop Of A Hat 這套歌唱滑稽劇。演出的程序是, 這邊廂史旺負責彈琴, 那邊廂夫蘭達斯會唱出他本人寫的歌曲，歌曲與歌曲之間包含一些可笑的獨白。由於夫蘭達斯在1943年患上了小兒麻痺症，要坐在輪椅上, 史旺則需要坐着來彈鋼琴, 使到這套劇增加了特色就是, 2人都是坐着來表演的。
首演達到空前成功之後，2人決定轉到時運劇院 (Fortune Theatre)演出。在那兒, 這套歌唱滑稽劇合共上演達2年之久。其後, 他倆決定作歐美巡迴演出, 所到之處包括英國, 美國, 加拿大和瑞士。
1963年, 倆人新的一套歌唱滑稽劇 At The Drop Of Another Hat 公開上演。其後4年期間, 他倆將這2套歌唱滑稽劇結合, 並作出環球演出, 所到地點包括, 英國, 美國, 加拿大, 香港, 澳洲和紐西蘭。最後一站他們抵達紐約百老匯的布斯劇院 (Booth Theatre)。他們在1967年4月9日舉行最後一場歌唱滑稽劇。10天之後, 他們進駐錄音室, 為他們的劇作錄影, 以供給電視台作播放。
在全盛時期的11年間, 夫蘭達斯和史旺上演了2,000次現場表演。當他們在1967年結束了這個夥伴合作關係後, 這對老友還不斷在其他偶有的計劃上合作。

### 公演時序
| 日期      | 地點                                                          |
| --------- | ------------------------------------------------------------- |
| 1956年    | 倫敦 諾定山 新霖賽劇院                                        |
| 1957–59年 | 時運劇院 (Fortune Theatre)<由於米高患上肺炎暫停了1個月>       |
| 1959年    | 蘇格蘭 愛丁堡節 《蘇格蘭裙掉下的一刻》(At the Drop of a Kilt) |
| 1959–60年 | 紐約 黄金劇院 (Golden Theater)                                |
| 1960–61年 | 美國12個城市和加拿大多倫多巡迴演出                            |
| 1961年    | 瑞士                                                          |
| 1962年    | 英國9個城市和加拿大多倫多                                     |
| 1963年    | 英國9個城市                                                   |
| 1963年    | 倫敦 Haymarket 劇院                                           |
| 1964年    | 澳洲4個城市, 紐西蘭5個城市, 香港                              |
| 1965年    | 英國3個城市                                                   |
| 1965年    | 倫敦 環球劇院 Globe Theatre (現名 Gielgud)                    |
| 1966年    | 美國9個城市和加拿大多倫多                                     |
| 1966–67年 | 紐約                                                          |

資料來源: 《夫蘭達斯與史旺全集》音樂光碟內頁

## 他們的歌曲
夫蘭達斯與史旺歌曲的特癥是, 歌詞押韻易記、充滿想像力, 並帶輕度的諷刺。他們寫了超過80首喜劇歌曲，以下的例子表明他們的多才多藝:
- 《大膽高樂》"All Gall" — 一首關於前法國總统戴高樂的政治諷刺歌曲。歌曲出版時正值戴高樂在歐洲共同體投票反對英國的加入。
- 《第1和第2定律》"First and Second Law" — 可能是有史以來唯一為熱力學而寫的歌曲。

- 《不適的風》"Ill Wind" — 一首利用莫扎特法國號E大調協奏曲一部份調子而寫的歌曲。
- 《複製之歌》"A Song of Reproduction" — 一首關於當時的自助音響系統熱潮。(把天花板升高4呎, 把火爐由這兒的牆壁移到那兒的牆壁, 最後您唯有坐在碗櫃之下才能夠聽到立體聲。)
- 《喝點馬滴拉酒, 我的愛人》"Have some Madeira M'Dear" — 一首關於誘惑的歌曲, 歌詞繁複, 當中包括有3個「一語雙敘法」的例子。
- 《錯誤聯盟》"Misalliance" — 一首描述忍冬屬植物和野生植物戀愛的政治諷喻歌。
- "P** P* B**** B** D******" 又名 "Pee Po Belly Bum Drawers" — 一首把知識分子和小孩子講粗話來作互相比較的歌曲。
- 《慢火車》"Slow Train" — 一首關於一些由 Dr Richard Beeching 關閉了的火車站的歌曲。
- 《煤氣工人駕到》"The Gasman Cometh" — 一首關於一連串工人因失職, 一個又一個的到家中修補先前一位所遺下的爛攤子。
- 《河馬》"The Hippopotamus" — 其中一首最出名的米高和當奴的作品 (「泥啊, 泥啊, 多棒的泥啊」"Mud, mud, glorious mud"), 其他關於野獸的作品包括 "The Gnu" (牛羚), "The Warthog" (疣豬) 和 "The Armadillo" (犰狳)。
- 《勉強的食人者》"The Reluctant Cannibal" — 一首關於一對父子為食人族而爭論的歌曲。
- 《愉快的運輸》"A Transport of Delight" — 這首歌是關於倫敦雙層巴士, 副歌越唱越長。
- 《20噸黄色炸藥》"20 tons of TNT" — 可能是有史以來, 一首以炸藥為題材而最容易上口的歌曲。
- 《14到18年大戰之歌》"The War of 14–18" — 一首翻譯自Georges Brassens所寫的法文歌。
- "The Wompom" — 一首關於英國工業界怎樣依靠一隻用想像力想像出來的動物, 或植物, 或一種原材料的歌。
- 《在沙漠中》"In The Desert" (俄文:"Верблюды", 意思 = 駱駝) — 由當奴以一句俄文, 一句英文唱出的一首傳統俄羅斯歌曲。

- 《公雞歌》"The cockerel" (希臘文:Το Κοκορаκη) — 一首音調和《老麥當勞的農莊》"Old MacDonald's Farm"相同的現代希臘兒童歌曲。在每一句後都加上新的動物叫聲。米高更佯裝不耐煩, 諷刺地說: 「我們一定要在某天晚上一邊叫個痛快, 一邊奏出華格納的《尼伯龍根的指環》。」。

## 站外連結
- 夫蘭達斯與史旺網站